# اوجی‌ال‌ای-۲۰۰۳-بی‌ال‌جی-۲۳۵/ام‌اوای-۲۰۰۳-بی‌ال‌جی-۵۳
اوجی‌ال‌ای-۲۰۰۳-بی‌ال‌جی-۲۳۵/ام‌اوای-۲۰۰۳-بی‌ال‌جی-۵۳ یک ستاره است که در صورت فلکی کمان قرار دارد.